# Sivoleđa burnica
Sivoleđa burnica (lat. Garrodia nereis) vrsta je morske ptice iz porodice južnih burnica Oceanitidae. Monotipna je unutar roda Garrodia. Nalazi se na Antarktici, u Argentini, Australiji, Čileu, Falklandskim otocima, francuskim južnim teritorijima, Novom Zelandu, Svetoj Heleni, Južnoafričkoj Republici te Južnoj Georgiji i Otočju Južni Sandwich. Prirodno stanište su mu otvorena mora. Jako ju privlače jaka svjetla, posebno u uvjetima slabe vidljivosti.

## Taksonomija
Rod Garrodia stvorio je William Alexander Forbes 1881.  i nazvao ga po engleskom zoologu Alfredu Henryju Garrodu, dok je specifični deskriptor aluzija na Nerejide, morske nimfe iz grčke mitologije.

## Opis
Sivoleđa burnica je mala ptica, težine 21-44 g s rasponom krila 39-40 cm. Kao i ostale ptice u ovoj obitelji, općenito je tamnosiva s crnom glavom i trbuhom, ali se od ostalih južnih burnica u svom području može razlikovati po svijetlosivim zadcima u usporedbi s bijelim zadcima drugih. Sivoleđa burnica ima blijeda leđa, crne noge, četvrtast rep i bijeli trbuh.

## Rasprostranjenost
Sivoleđa olujna burnica rasprostranjena je u subantarktiku u tri različite populacije, s jednom u Južnoj Americi, jednom u Južnoj Africi i jednom u Australiji. Gnijezdi se na Falklandskim otocima, Chathamskim otocima, otoku Gough, otočju Crozet, otočju Kerguelen, novozelandskim subantarktičkim otocima i u Fiordlandu na novozelandskom kopnu.

## Ponašanje
Sivoleđe burnice uglavnom su same tijekom sezone kada se ne razmnožavaju. Razmnožavaju se u velikim kolonijama od kolovoza do ožujka, gdje dijele roditeljske dužnosti.

### Citirani tekstovi
- Jobling, James A. 2010. The Helm Dictionary of Scientific Names. Christopher Helm. London, UK. ISBN 978-1-4081-2501-4